# Paroligia umbrifera
Paroligia umbrifera är en fjärilsart som beskrevs av Butler 1889. Paroligia umbrifera ingår i släktet Paroligia och familjen nattflyn. Inga underarter finns listade i Catalogue of Life.